# Солоденников, Леонид Дмитриевич
Леонид Дмитриевич Солоденников — советский государственный и хозяйственный деятель. Организатор промышленного и специального строительства.

## Биография
Родился 12 ноября 1912 года в Кировской области, село Караул. В 1931 году переехал в г. Свердловск, где работая, окончил индустриальный техникум по специальности «теплотехник», а затем институт ВЗИСИ по специальности инженер промышленного гражданского строительства. Учился в аспирантуре.
С 1932 года работал на стройках Урала и Кузбасса в системе трестов «Востоктеплострой» и «Союзтеплострой» Наркомтяжпрома, Наркоминстроя, Минтяжстроя и Минметаллургхимстроя СССР в качестве мастера, прораба, начальника участка, гл.инженера СМУ, начальником СМУ.
В 1955 году по решению ЦК был командирован уполномоченным ЦК КПСС по строительству целинных совхозов в Кустанайской области Казахской ССР. В 1956 году решением ЦК КПСС направлен на работу в Казахстан, работал в качестве Первого заместителя министра строительства металлургических и химических предприятий Казахской ССР.
В 1960 году был направлен на работу в Госстрой СССР, в качестве Члена Коллегии, а затем Первого Заместителя Председателя Госстроя СССР.
В 1963 году в связи с организацией союзно-республиканского Государственного производственного комитета по монтажным и специальным работам СССР направлен на работу в должности заместителя председателя комитета, в 1965 году назначен заместителем Министра монтажных и специальных строительных работ СССР.

## Награды
- лауреат Государственной премии СССР в области науки и техники
- лауреат премии Совмина СССР.
- два ордена Трудового Красного Знамени
- орден Красной Звезды
- орден Дружбы народов
- два ордена «Знак Почёта»

## Почётные звания
- Заслуженный строитель РСФСР
- Почётный член Российской академии архитектуры и строительных наук[1].

Умер в Москве в 2012 году.